# (39459) 4266 T-3
4266 T-3 (asteroide 39459) é um asteroide da cintura principal. Possui uma excentricidade de 0.14938550 e uma inclinação de 17.81624º.
Este asteroide foi descoberto no dia 16 de outubro de 1977 por Cornelis Johannes van Houten e Ingrid van Houten-Groeneveld e Tom Gehrels em Palomar.